# Ratina Stadion
Het Ratina Stadion in Tampere, Finland is gebouwd in 1965 als een multisportstadion. Het stadion heeft in het verleden veel schaatstoernooien geherbergd. Op dezelfde plek bij het gelijknamige meer naast het huidige stadion zijn in het tweede kwart van de 20e eeuw in het oude stadion twee wereldkampioenschappen georganiseerd. Tijdens het WK allround vrouwen van 1939 werd de 22-jarige Finse Verné Lesche kampioen.
Ook werden meerdere malen de Finse kampioenschappen schaatsen allround in Tampere georganiseerd, voor het laatst in 1970.

## Grote kampioenschappen
- 2013 - EK U23 (atletiek)
- 2018 - WJK (atletiek)

## Ratina Stadion (oud)

### Grote kampioenschappen
Internationale kampioenschappen
- 1939 - WK allround vrouwen

## Pyrintö (ijsbaan)

### Grote kampioenschappen
Internationale kampioenschappen
- 1927 - WK allround mannen (schaatsen)